# Marcantiàcies
Les marcantiàcies (Marchantiaceae) són una família d'hepàtiques de l'ordre de les marcantials, que inclou espècies tal·loses de ramificació dicotòmica, amb gametangis pedicel·lats i esporangis sèssils. Dins de la família s'han descrit els gèneres Bucegia Marchantia, Neohodgsonia i Preissia.